# Озёра Эфиопии

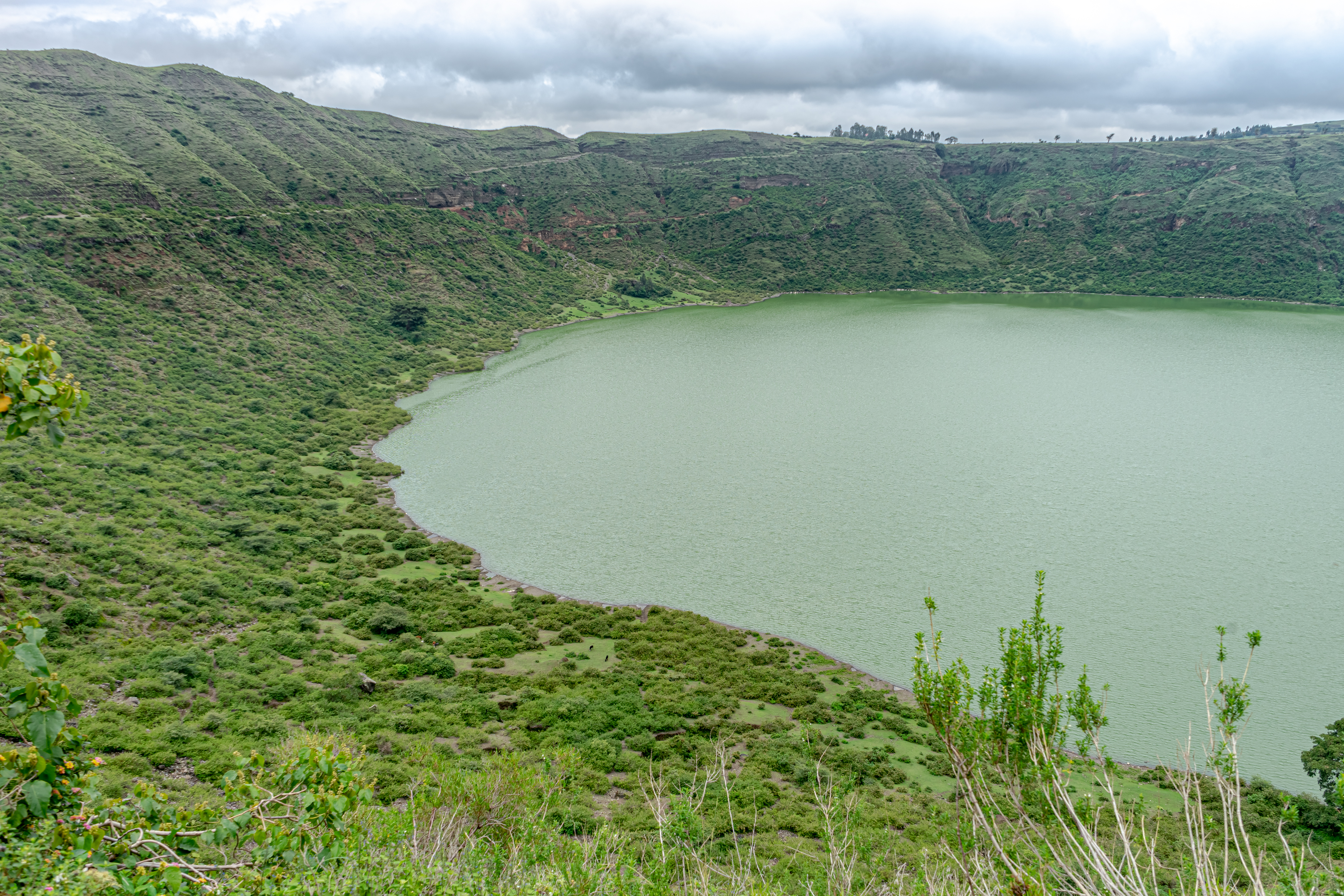
Небольшое кратерное озеро Бишофту в рифтовой долине,

Расположение озёр на территории Эфиопии тесно связано с рельефом страны, где три основных физико-географических района: высокогорья, рифтовая долина и низменности (часто широкие равнины без озёр).
Многие озёра Эфиопии можно отнести к рифтовой долине. Здесь находятся цепи озёр: Абията получает часть вод из Звай и Лангано, Шала из Абията и Лангано, пойменные озёра Гамарри из реки Аваш и её болот, Хайк из Ардиббо, Чамо из Абая, Ауаса из озера Оа. Нередко озёра не имеют поверхностного стока, но связаны между собой подземными водами через сложную региональную систему разломов. Крупные озёра рифта расположены в пределах следующих гидрологических бассейнов с севера на юг: 1) бассейн Данакиль (Ассале и Афрера), 2) бассейн реки Аваш (Гамарри, Аффамбо, Аббе и Бэсэка-Хайк), 3) бассейн Звай—Шала или ZSB (Звай, Абията, Лангано и Шала), 4) бассейн озера Ауаса, 5) бассейн Абая—Чамо, 6) бассейн Чоу-Бахр и реки Омо (озеро Рудольф). Бассейны Звай—Шала, Ауаса, Абая—Чамо также объединяют в гидрологическую систему главного Эфиопского рифта (Main Ethiopian Rift, MER), некоторые авторы рассматривают их вместе с Чоу-Бахр и даже Рудольф. В рифтовой долине есть маленькие кратерные озёра, которые имеют небольшие водосборные бассейны и крутые склоны.
На высокогорьях на севере расположена Тана — исток Голубого Нила и крупнейшее по площади озеро, целиком находящееся на территории Эфиопии. Здесь также имеются маленькие кратерные озёра, например, Зингини. Множество горных озёр находятся на восточных высокогорьях в горах Бале в Восточно-Эфиопском бассейне, реки которого несут воды в Индийский океан.

## Список озёр Эфиопии площадью более 10 км²
Ниже приводятся двадцать пять озёр Эфиопии с площадью поверхности более 10 км² (в алфавитном порядке); многие известны под различными названиями, их площади могут меняться в зависимости от сезона и года. Космические снимки даны в разном масштабе, размер озёр можно оценить по площади водной глади.
| Название                                                                                              | Космический снимок | Площадь поверхности, км² | Принадлежность к бассейну                                                                     | Некоторые впадающие реки                                                        | Некоторые острова                                                                          | Местонахождение (регион)                                                                                              | Координаты озера                | Прим. |
| --- | ------------------ | ------------------------ | --------------------------------------------------------------------------------------------- | ------------------------------------------------------------------------------- | ------------------------------------------------------------------------------------------ | --- | ------------------------------- | --- |
| Абая (Аббая, Маргерита, Абай, Абба) англ. Abaya, Abbaya, Margherita амх. አባያ ሐይቅ                      |                    | 1162                     | бассейн Абая—Чамо                                                                             | Быллате, Кулубо-Шет, Лоо-Шет, Кола-Шет, Гиде-Шет, Басо-Шет, Уайо,               | Гидичо-Дэсет, Альге-Дэсет, Угайс-Дэсет, Агисе, Гетеме-Десэт                                | Оромия и Регион наций, национальностей и народов Юга                                                                  | 6°14′10″ с. ш. 37°49′55″ в. д.  | Связано с озером Чамо |
| Аббе англ. Abbe, Abhe Bad, Abhe амх. አቤ ሐይቅ                                                           |                    | 320                      | бессточное озеро                                                                              | Аваш, Обио, Адайто-ле-Даар, Бодо-ле-Дабба, Аббакара-Даар                        |                                                                                            | Афар в Эфиопии и регион Дикиль в Джибути                                                                              | 11°10′00″ с. ш. 41°47′00″ в. д. | Связано с расположенным севернее озером Гамарри                                                                                   |
| Абията (Абьята) англ. Abijatta амх. አሲያታ ሐይቅ                                                          |                    | 205 или 180              | бассейн Звай—Шала                                                                             | Бальбула, Хора-Кела                                                             |                                                                                            | Оромия | 7°37′00″ с. ш. 38°36′00″ в. д.  | [ 6 ] [ 14 ] |
| Адобед-Хайк англ. Adobed, Bario                                                                       |                    | 24                       | Аваш → Аббе                                                                                   | Аваш                                                                            |                                                                                            | Афар | 11°22′00″ с. ш. 41°36′00″ в. д. | [ 10 ] [ 15 ] |
| Ардиббо (Хардибо-Хайк) англ. Ardibbo, Ardibo амх. አርዲቦ ሐይቅ                                            |                    | 15,8 или 21              | Анкерка → Хайк в бассейне Аваш → Аббе                                                         |                                                                                 |                                                                                            | Амхара | 11°14′24″ с. ш. 39°45′50″ в. д. | [ 16 ] [ 10 ] [ 17 ] |
| Ассале англ. Assale, Asale, Asahle, Karum амх. ሊሳሌ ሐይቅ                                                |                    | 70                       | бессточное озеро                                                                              |                                                                                 |                                                                                            | Афар | 14°01′00″ с. ш. 40°25′00″ в. д. | [ 18 ] [ 19 ] |
| Ауаса (Аваса, Авуса) англ. Awasa, Awassa, Hawassa амх. አዋሳ ሐይቅ                                        |                    | 100, 93 или 91           | бессточное озеро                                                                              | Тикур-Уэха                                                                      |                                                                                            | Оромия и Регион наций, национальностей и народов Юга                                                                  | 7°03′00″ с. ш. 38°26′00″ в. д.  | Значительная часть вод поступает из превратившегося в болото озера Оа (Чэлелека). Возможна подземная связь с соседними бассейнами |
| Афрера (Джульетти) англ. Afrera, Afdera, Giuletti амх. አፍሬራ ሐይቅ                                       |                    | 70, 117 или 125          | бессточное озеро                                                                              |                                                                                 |                                                                                            | Афар | 13°17′00″ с. ш. 40°55′00″ в. д. | [ 19 ] [ 23 ] [ 24 ] [ 25 ] |
| Аффамбо (Афэмбо) англ. Afambo амх. አፈዎቦ ሐይቅ                                                           |                    | 30                       | Аваш → Аббе                                                                                   | потоки Аваш                                                                     |                                                                                            | Афар | 11°25′19″ с. ш. 41°40′21″ в. д. | Связано с озером Гамарри |
| Ашэнге (Ашанги, Ашангэ, Ашанге-Хайк) англ. Ashenge, Hashenge, Hashengi амх. አቨንጌ ሐይቅ                  |                    | 15,4 или 25              | бессточное озеро                                                                              |                                                                                 |                                                                                            | Тыграй | 12°34′50″ с. ш. 39°30′00″ в. д. | Космический снимок имеет дефект (жёлтая полоса)                                                                                   |
| Бакили англ. Bakili, Dalol, Dallul, Humigebet                                                         |                    | 30                       | бессточное озеро                                                                              |                                                                                 |                                                                                            | Афар | 13°57′01″ с. ш. 40°29′59″ в. д. | [ 19 ] [ 25 ] |
| Бойо англ. Boyo                                                                                       |                    | 130                      | Фофо → Быллате → Абая, бассейн Абая—Чамо                                                      | Гудэр                                                                           |                                                                                            | Регион наций, национальностей и народов Юга                                                                           | 7°29′04″ с. ш. 38°02′45″ в. д.  | Расположено внутри болота Бойо |
| Бэсэка-Хайк англ. Beseka, Basaka, Metehara амх. በሰቃ ሐይ                                                |                    | 46,7 или 40              | Аваш → Аббе                                                                                   | потоки Аваш                                                                     |                                                                                            | Оромия | 8°52′00″ с. ш. 39°52′00″ в. д.  | До строительства канала поверхностного стока в Аваш не имело;                                                                     |
| Гамарри (Гемери-Хайк) англ. Gummare, Gamari, Gemari                                                   |                    | 70                       | Аваш → Аббе                                                                                   | Аваш, Гемери-Шет                                                                |                                                                                            | Афар | 11°32′00″ с. ш. 41°40′00″ в. д. | Озеро Гамарри и его болота связаны с расположенными южнее озёрами Аббе и Аффамбо                                                  |
| Звай англ. Zway, Ziway, Dambal, Hora-Dambal, Dembel амх. ዝዋይ ሐይቅ                                      |                    | 485 или 442              | Бальбула → Абията, бассейн Звай—Шала                                                          | Мэки, Кутар                                                                     | Гэлила, Дэбрэ-Сина, Тулу-Гудо, Фундиро, Тедеча                                             | Оромия | 8°00′00″ с. ш. 38°50′00″ в. д.  | [ 6 ] [ 14 ] [ 32 ] |
| Лангано англ. Langano амх. ላንጋኖ ሐይቅ                                                                   |                    | 230 или 241              | Хора-Кела → Абията, бассейн Звай—Шала                                                         | Кэрса, Джирма, Конколата, Гасика, Далеле, Эджерса-Хомба, Гэдэмсо, Хулука        | Эдо-Лаки                                                                                   | Оромия | 7°35′46″ с. ш. 38°45′14″ в. д.  | [ 6 ] [ 14 ] [ 34 ] |
| Малое Абая (Абая) англ. Small Abaya, Abay                                                             |                    | 12                       | Уоджа (Сармадия) → Мэки → Звай → Бальбула → Абията, бассейн Звай—Шала                         |                                                                                 |                                                                                            | Регион наций, национальностей и народов Юга                                                                           | 7°56′00″ с. ш. 38°21′00″ в. д.  | [ 6 ] [ 14 ] [ 32 ] [ 35 ] |
| Тана (Цана) англ. Tana, Tsana амх. ጣና ሐይቅ                                                             |                    | 3000—3600                | Голубой Нил → Нил → Атлантический океан                                                       | Реб, Быльгэль Аббай (Малый Аббай или Аббай), Гумара-Шет, Дирма, Магача, Синсиль | Наргадага-Дэсет (Дэк), Дага, Митраа, Бата, Гелия (Гелила-Закариас), Десайт-Георгис, Ликаба | Амхара | 12°00′00″ с. ш. 37°15′00″ в. д. | [ 38 ] [ 39 ] |
| Рудольф (Туркана) англ. Rudolf, Turkana амх. ሩዶልፍ ሐይቅ                                                 |                    | 6400—8500                | бессточное озеро                                                                              | Омо, Туркуэлл, Натура, Асирети, Тапернави, Катабуи, Маними (Калакал)            | Норт-Айленд (Чоро), Центральный, Южный, Нан, Нанет, Экинянг                                | Регион наций, национальностей и народов Юга в Эфиопии (около 100 км²), округа Марсабит и Туркана в Кении              | 4°03′00″ с. ш. 36°01′00″ в. д.  | [ 42 ] [ 43 ] [ 44 ] [ 45 ] [ Прим. 7 ]                                                                                           |
| Хайк англ. Hayk, Lugo амх. ሐይቅ ሐይቅ                                                                    |                    | 22,8 или 35              | Аваш → Аббе                                                                                   | Анкерка                                                                         |                                                                                            | Амхара | 11°19′59″ с. ш. 39°43′01″ в. д. | Область без поверхностного стока в бассейне Аваш                                                                                  |
| Хертале (Беда-Хайк) англ. Heritale, Beda амх. ሄርታሌ ሐይቅ                                                |                    | 11                       | Аваш → Аббе                                                                                   | потоки Аваш                                                                     |                                                                                            | Афар | 9°54′23″ с. ш. 40°23′23″ в. д.  | [ 30 ] |
| Чамо (Шамо) англ. Chamo амх. ጫሞ ሐይቅ                                                                   |                    | 551                      | не имеет поверхностного стока или, по другим данным, Саган → Харо-Шет → Сеген-Уонз → Чоу-Бахр | Гайо-Шет                                                                        | Ганджула, Дано                                                                             | Регион наций, национальностей и народов Юга                                                                           | 5°50′00″ с. ш. 37°33′00″ в. д.  | Связано с озером Абая и, возможно, с рекой Саган, несущей воды к озеру Чоу-Бахр                                                   |
| Чоу-Бахр (Стефания, Стефани) англ. Chew Bahir, Stefanie, Istifanos, Basso Naebor, Chuwaha амх. ጨው ባሕር |                    | 308                      | бессточное озеро                                                                              | Сеген-Уонз (Сэгэн-Уонз)                                                         |                                                                                            | Оромия и Регион наций, национальностей и народов Юга Эфиопии, а также при высоком уровне воды округ Марсабит в Кении. | 4°41′12″ с. ш. 36°51′06″ в. д.  | [ 42 ] [ 49 ] |
| Шала (Шалла) англ. Shala, Shalla амх. ሻላ ሐይቅ                                                          |                    | 370 или 329              | бассейн Звай—Шала                                                                             | Тыллыку-Дедаба, Диджо                                                           | Эдо-Лейк                                                                                   | Оромия и Регион наций, национальностей и народов Юга                                                                  | 7°29′00″ с. ш. 38°32′00″ в. д.  | [ 6 ] [ 14 ] [ 35 ] |
| Ярд-Хайк англ. Yardi, Diaribet, Kaddabasa, Caddabasa                                                  |                    | 75                       | Аваш → Аббе                                                                                   | потоки Аваш                                                                     |                                                                                            | Афар | 10°11′26″ с. ш. 40°28′37″ в. д. | [ 10 ] [ 50 ] |

## Карта
- Ассале[англ.], Бакили, Афрера расположены на плато Данакиль (а также Ашангэ за границей впадины, в переходной зоне на водоразделе между сухим бассейном Данакиль и бассейном Тэкэзе в системе Нила).
- Гамарри[англ.], Аффамбо[англ.], Адобед-Хайк[англ.], Аббе, Ярд-Хайк, Хертале вместе с Хайк, Ардиббо и Бэсэка-Хайк относят к бассейну реки Аваш.
- Звай, Малое Абая, Абията, Лангано и Шала[англ.] — это бассейн Звай-Шала.
- Бойо, Абая и Чамо — это бассейн Абая-Чамо, который иногда включают в систему Чоу-Бахр.
- Бассейны Звай-Шала, Ауаса и Абая-Чамо (иногда с Чоу-Бахр или с Чоу-Бахр и Рудольф) входят в большой озёрный водосборный бассейн.